# Brad Walker
Brad Walker (né le 21 juin 1981 à Aberdeen) est un athlète américain, spécialiste du saut à la perche.

## Carrière
Aux championnats du monde de 2005, il est devenu vice-champion du monde derrière le Néerlandais Rens Blom. Un an plus tard à Moscou, il était sacré champion du monde en salle.
En 2007, Brad Walker remporte les championnats du monde d'Osaka en franchissant la barre de 5,86m au premier essai. Il devance le français Romain Mesnil (lui aussi à 5,86m mais deuxième aux essais), et l'allemand Danny Ecker, troisième à 5,81m.
En 2008, il franchit la barre de 6,04 m à Eugene (Oregon) et établit la meilleure performance mondiale de l'année, le 8 juin, mais il n'atteint pas la finale aux Jeux Olympiques de Pékin (aucune marque en qualifications). En 2009, il remporte la victoire aux Championnats des États-Unis d'athlétisme 2009 à Eugene, en 5,75 m (il était déjà qualifié d'office en tant que champion du monde sortant pour Berlin 2009).
Il déclare forfait, blessé aux hanches, aux championnats du monde 2009 à Berlin.
En 2012, Walker remporte la médaille de bronze des championnats du monde en salle d'Istanbul avec une barre à 5,80 m, derrière le Français Renaud Lavillenie et l'Allemand Björn Otto. Aux Jeux Olympiques de Londres, Walker se qualifie pour la finale en franchissant 5,60m en qualifications. En finale, il échoue à franchir sa barre d'entrée à 5,65m et est éliminé prématurément en compagnie du champion olympique, l'australien Steve Hooker.
En 2015, il saute 5,72 m à Monaco. En août suivant, il est éliminé en qualifications des Championnats du monde de Pékin avec 5,65 m.

## Palmarès

### International
| Date | Compétition                    | Lieu      | Résultat | Hauteur |
| ---- | ------------------------------ | --------- | -------- | ------- |
| 2005 | Championnats du monde          | Helsinki  | 2e       | 5,75 m  |
| 2005 | Finale mondiale                | Monaco    | 1er      | 5,86 m  |
| 2006 | Championnats du monde en salle | Moscou    | 1er      | 5,80 m  |
| 2007 | Championnats du monde          | Osaka     | 1er      | 5,86 m  |
| 2007 | Finale mondiale                | Stuttgart | 1er      | 5,91 m  |
| 2008 | Championnats du monde en salle | Valence   | 2e       | 5,85 m  |
| 2008 | Finale mondiale                | Stuttgart | 2e       | 5,70 m  |
| 2012 | Championnats du monde en salle | Istanbul  | 3e       | 5,80 m  |
| 2012 | Jeux olympiques                | Londres   | —        | NM      |
| 2013 | Championnats du monde          | Moscou    | 4e       | 5,82 m  |

### National
- Championnats des États-Unis
  - Plein air : vainqueur en 2005, 2007, 2009,2012 et 2013
  - Salle : vainqueur en 2005, 2006, 2008 et 2012
- Championnats NCAA
  - Salle : vainqueur en 2003 et 2004

## Records
| Épreuve          | Épreuve      | Performance | Lieu        | Date            |
| ---------------- | ------------ | ----------- | ----------- | --------------- |
| Saut à la perche | En plein air | 6,04 m      | Eugene      | 8 juin 2008     |
| Saut à la perche | En salle     | 5,86 m      | Albuquerque | 26 février 2012 |